# Santiago Ramírez (calciatore 1998)
Santiago Ramón Rodríguez Debali (Paysandú, 12 marzo 1998) è un calciatore uruguaiano, attaccante del Racing Montevideo.

## Carriera
Ramírez è cresciuto nel settore giovanile del Danubio ed ha debuttato in prima suadra il 31 agosto 2016 nell'incontro di Primera División vinto 2-1 contro il Nacional. Dal 2018 al 2020 ha giocato in Segunda División con le maglie di Dep. Maldonado e Central Español, e nel 2021 è tornato in prima divisione con il Villa Española.
Dopo una stagione con il La Luz, nel 2023 si è trasferito in Ecuador dove ha firmato con il Guayaquil City. Dopo soli sei mesi è rientrato in Uruguay dove ha firmato con il Cerro.

## Statistiche

### Presenze e reti nei club
Statistiche aggiornate al 21 maggio 2024.
| Stagione        | Squadra         | Campionato      | Campionato | Campionato | Coppe nazionali | Coppe nazionali | Coppe nazionali | Coppe continentali | Coppe continentali | Coppe continentali | Altre coppe | Altre coppe | Altre coppe | Totale | Totale | Totale |
| Stagione        | Squadra         | Comp            | Pres       | Reti       | Comp            | Pres            | Reti            | Comp               | Pres               | Reti               | Comp        | Pres        | Reti        | Pres   | Reti   |        |
| --------------- | --------------- | --------------- | ---------- | ---------- | --------------- | --------------- | --------------- | ------------------ | ------------------ | ------------------ | ----------- | ----------- | ----------- | ------ | ------ | ------ |
| 2016            | Danubio         | PD              | 2          | 0          |                 | -               | -               |                    | -                  | -                  |             | -           | -           | 2      | 0      |        |
| 2017            | Danubio         | PD              | 3          | 0          |                 | -               | -               |                    | -                  | -                  |             | -           | -           | 3      | 0      |        |
| 2081            | Dep. Maldonado  | SD              | 8          | 0          |                 | -               | -               |                    | -                  | -                  |             | -           | -           | 8      | 0      |        |
| 2019            | Central Español | SD              | 6          | 2          |                 | -               | -               |                    | -                  | -                  |             | -           | -           | 6      | 2      |        |
| 2020            | Central Español | SD              | 10         | 1          |                 | -               | -               |                    | -                  | -                  |             | -           | -           | 10     | 1      |        |
| 2021            | Villa Española  | PD              | 18         | 2          |                 | -               | -               |                    | -                  | -                  |             | -           | -           | 18     | 2      |        |
| 2022            | La Luz          | SD              | 23         | 5          | CU              | 5               | 1               |                    | -                  | -                  |             | -           | -           | 28     | 6      |        |
| 2023            | Guayaquil City  | A               | 11         | 0          |                 | -               | -               |                    | -                  | -                  |             | -           | -           | 11     | 0      |        |
| 2023            | Cerro           | PD              | 5          | 0          | CU              | 1               | 0               |                    | -                  | -                  |             | -           | -           | 6      | 0      |        |
| 2024            | Cerro           | PD              | 11         | 1          | CU              | 0               | 0               |                    | -                  | -                  |             | -           | -           | 11     | 1      |        |
| Totale carriera | Totale carriera | Totale carriera | 97         | 11         |                 | 6               | 1               |                    | -                  | -                  |             | -           | -           | 103    | 12     |        |